# Estação Ferroviária de Oliveirinha-Cabanas
A estação ferroviária de Oliveirinha-Cabanas, também chamada de Oliveirinha - Cabanas e de Oliveirinha Cabanas, originalmente e por vezes ainda denominada apenas de Oliveirinha, é uma gare da Linha da Beira Alta, que serve as localidades de Oliveirinha e, nominalmente, Cabanas de Viriato, no concelho de Carregal do Sal, em Portugal.

## Descrição

### Localização e acessos
Encontra-se a sulsudeste localidade de Oliveirinha (freg. Oliveira do Conde), com acesso directo pela Avenida da Estação, distando pouco mais de meio quilómetro do respetivo centro (Serrado × Barroca); Cabanas de Viriato, localidade nominal secundária, também a norte da estação, dista desta mais de três quilómetros, mormente via ER230.

### Infraestrutura
Esta interface apresenta duas vias de circulação, identificadas como I e II, com 541 e 514 m de comprimento, e duas plataformas, com 164 e 94 m de extensão e ambas com 45 cm de altura; existem ainda três vias secundárias, identificadas como III, IV, e G1, com comprimentos de 455, 210, e 80 m; as vias I a III estão eletrificadas em toda a sua extensão, as restantes estando-o apenas parcialmente.
O edifício de passageiros situa-se do lado sudeste da via (lado direito do sentido ascendente, a Vilar Formoso).
Situa-se perto desta interface, ao PK 106+075, a zona neutra de Oliveirinha que isola os troços da rede alimentados respetivamente pelas subestações de tração de Mortágua e de Gouveia.

### Serviços
Em dados de 2023, esta interface é frequentada por serviços da C.P. efetuados por via rodoviária com três circulações diária em cada sentido, devido às obras de requalificação da Linha da Beira Alta, iniciadas em Abril de 2022 e cuja conclusão está prevista para 2024.[carece de fontes?]

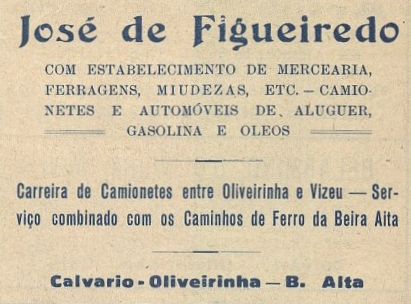
Anúncio da firma José de Figueiredo, que operava uma carreira de autocarros entre a cidade de Viseu e a estação de Oliveirinha.

## História
A Linha da Beira Alta entrou ao serviço, de forma provisória, no dia 1 de Julho de 1882, tendo a linha sido totalmente inaugurada em 3 de Agosto do mesmo ano, pela Companhia dos Caminhos de Ferro Portugueses da Beira Alta. Este interface, à época chamado apenas apeadeiro de Oliveirinha, constava já do elenco original de estações e apeadeiros.

Em 1935, o Conselho Superior de Caminhos de Ferro autorizou a alteração de classificação desta interface, de apeadeiro para estação.